# Polyalthia moonii
Polyalthia moonii är en kirimojaväxtart som beskrevs av George Henry Kendrick Thwaites. Polyalthia moonii ingår i släktet Polyalthia och familjen kirimojaväxter. Inga underarter finns listade i Catalogue of Life.